# Artaïnta
Artaïnta (en grec antic Ἀρταΰντη Artaýntē) fou la filla de Masistes, el germà de Xerxes I de Pèrsia.
Aquest la va donar en matrimoni al seu fill Darios, però ell mateix hi va tenir relacions que foren descobertes i la dona de Xerxes, Amastris, pensant que la culpable era la mare d'Artaïnta, va prendre contra ella una cruel venjança i la va fer torturar i mutilar fins a la mort.